# Аністратенко Володимир Олексійович
Володимир Олексійович Аністратенко (28 липня 1926, Знам'янка — 30 липня 2002, Київ) — український механік-технолог у галузі харчової промисловості, педагог. Доктор технічних наук (1973), професор (1977). Заслужений діяч науки і техніки України (1997), лауреат Державної премії України в галузі науки і техніки (1998).
Учасник німецько-радянської війни, повітряний стрілець 167-го гвардійського штурмового авіаційного полку. Брав участь у Белградській операції. Завершив війну у званні інженера-капітана, нагороджений декількома орденами та медалями.
Після закінчення війни, понад 40 років — педагог Київського технологічного інституту харчової промисловості імені А. І. Мікояна (1960—2002), з яких 24 роки — завідувач кафедри машин і апаратів харчових виробництв. Дослідник технологічного обладнання харчових виробництв, засновник власної наукової школи з ректифікації спирту. Учень професорів Гліба Знаменського та Всеволода Стабнікова.

## Життєпис
Народився 28 липня 1926-го року на станції Знам'янка (нині — місто) на Кіровоградщині.
Наприкінці 1943-го року був призваний до лав Червоної армії. Служив, зокрема, повітряним стрільцем 167-го гвардійського штурмового авіаційного полку. Брав участь у Белградській операції. Завершив війну у званні інженера-капітана, нагороджений декількома орденами та медалями, серед яких Орден Слави III ступеня.
Після демобілізації, у 1951-му році закінчив кафедру спеціального обладнання харчових виробництв Київського технологічного інституту харчової промисловості імені А. І. Мікояна (КТІХП). Учень професорів Гліба Знаменського та Всеволода Стабнікова.
З 1951-го року — робітник заводів. З 1960-го року — педагог своєї alma mater КТІХП. З 1963-го по 1966-й роки — керівник науково-дослідного сектору інституту.
У 1964-му році здобув науковий ступінь кандидата технічних наук, захистивши дисертацію на тему «Исследование чешуйчатых (струйных) тарелок массообменных колонн».

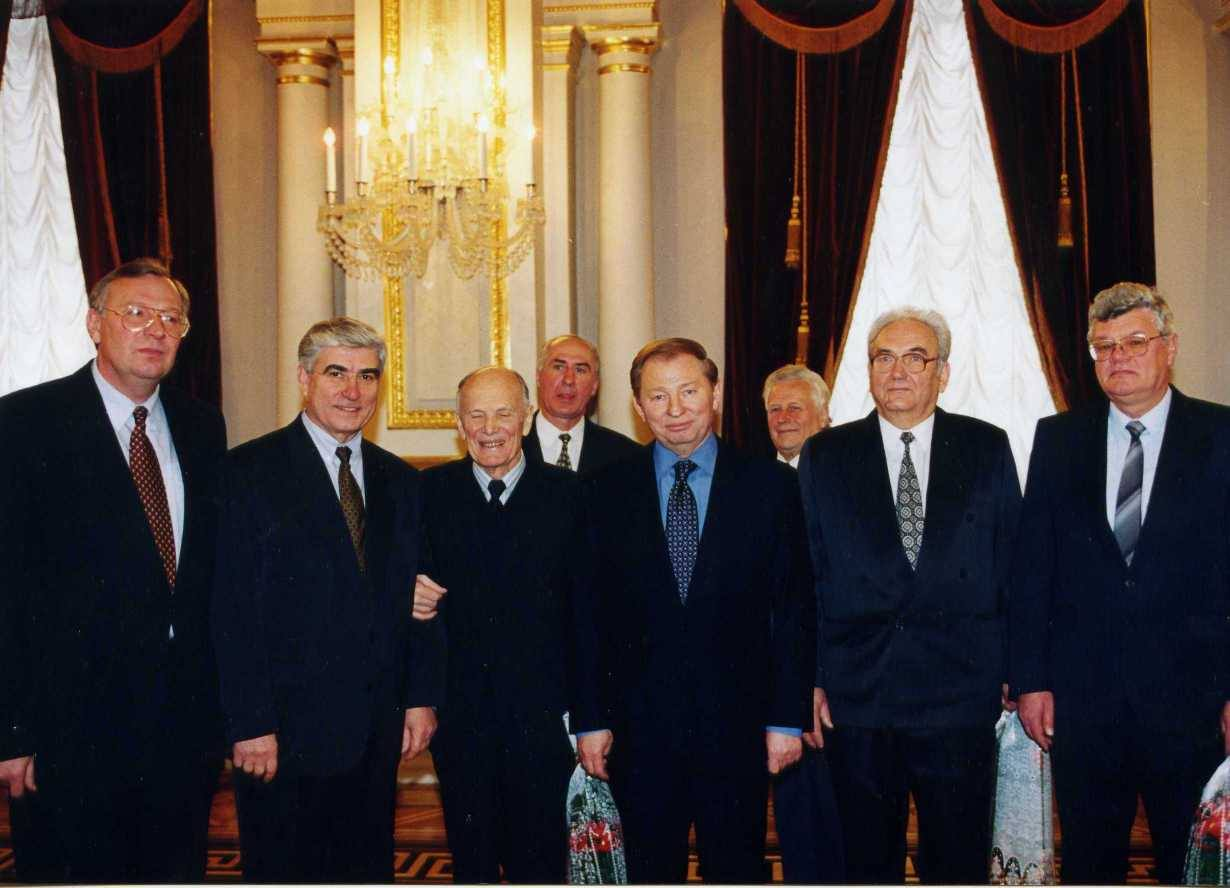
Володимир Аністратенко (п'ятий у першому ряду) разом з колегами та Президентом України на врученні Державної премії України у галузі науки і техніки, 1998 рік

У 1973-му році здобув науковий ступінь доктора технічних наук, захистивши дисертацію на тему «Исследование горизонтальных однонаправленных контактных устройств для брагоректификационных аппаратов». Через рік паралельно очолив кафедру спеціального обладнання харчових виробництв та кафедру машин і апаратів харчових виробництв. У 1977-му році затверджений у вченому званні професора.
Кафедрою спеціального обладнання харчових виробництв керував до 1979-го року. Кафедрою машин і апаратів харчових виробництв керував 24 роки, до 1998-го року. Паралельно, з 1976-го по 1991-й роки, обіймав посаду проректора інституту.

Могила Володимира Аністратенка, Байкове кладовище

Помер через два дні після 76-го дня народження, 30 липня 2002-го року. Похований на Байковому кладовищі (ділянка № 49а).

## Наукова діяльність
Автор понад 20-ти авторських свідоцтв на винаходи. Академік Академії інженерних наук України. Засновник власної наукової школи з ректифікації спирту, науковий керівник та консультант докторів та кандидатів наук. Серед учнів Володимира Аністратенка — науковці Валерій Гуцалюк, Ігор Житнецький, Валерій Мирончук, Петро Крайнєв тощо.
У період керування кафедрою спеціального обладнання харчових виробництв очолював науковий напрям удосконалення роботи масообмінних апаратів харчової промисловості. Виконав цикл науково-дослідних робіт «Дослідження, проектування та впровадження лускатних тарілок для бражних колон гідролізної промисловості».
Під керівництвом Володимира Аністратенка кафедра машин і апаратів харчових виробництв була реконструйована, створені галузеві науково-дослідні лабораторії, наукові розробки впроваджувались на заводах СРСР. Вперше в КТІХП на кафедрі було організовано навчальне телебачення. У 1978-му році на кафедрі була створена лабораторія мембранних апаратів для розділення харчових середовищ. Через два роки кафедрі, першій в інституті, було надано звання зразкової. У 1995-му році на кафедрі розпочата підготовка перших спеціалістів фармацевтичної та мікробіологічної галузей.
У 1998 році, разом з колегами, нагороджений Державною премією України в галузі науки і техніки «за цикл праць з наукового обґрунтування, розроблення та впровадження ресурсоенергозберігаючої технології та апаратури для ректифікації спирту».

## Науковий доробок (частковий)
- «Исследование чешуйчатых (струйных) тарелок массообменных колонн»: диссертация кандидата технических наук : 05.00.00. — Киев, 1964. — 136 с. : ил.
- «Контактные устройства массообменных аппаратов с однонаправленным движением фаз»: Обзор / В. А. Анистратенко, В. А. Бирзнек, В. А. Домарецкий, Д. П. Маковей ; Центр. науч.-исслед. ин-т информации и техн.-экон. исследований пищевой пром-сти М-ва пищевой пром-сти СССР. — Москва: [б. и.], 1971. — [1], 33 с. : черт.; 21 см.
- «Исследование горизонтальных однонаправленных контактных устройств для брагоректификационных аппаратов»: диссертация доктора технических наук : 05.18.12. — Киев, 1973. — 363 с. : ил.
- «Скорость движения газожидкостного слоя на прямоточных тарелках массообменных колонн» / А. Н. Прохоров, В. Н. Геращенко, В. А. Анистратенко // Ферментная и спиртовая промышленность. — 1979. — № 1. — С. 29-30.
- «Модернизация ситчастых тарелок в брагоректификационных установках» / В. Н. Геращенко, А. В. Копыленко, В. А. Таран, В. А. Анистратенко // Ферментная и спиртовая промышленность. — 1980. — № 7. — С. 4–6.
- «Скорость движения жидкостного потока на чешуйчатых тарелках при неравномерности распределения газовой фазы» / А. Н. Прохоров, В. А. Анистратенко // Пищевая промышленность. — 1981. — № 2. — С. 66-69.
- «Гидродинамика и массообмен на чешуйчатых тарелках с частичной компенсацией прямотока» / А. Н. Прохоров, В. А. Анистратенко // Ферментная и спиртовая промышленность. — 1981. — № 5. — С. 25-28.
- «Влияние времени пребывания жидкой фазы на кинетику массообмена ступени контакта колонны» / В. М. Таран, А. Н. Прохоров, В. А. Анистратенко // Ферментная и спиртовая промышленность. — 1981. — № 2. — С. 25-27.
- «Исследование скорости жидкой фазы на чешуйчатой тарелке» / В. М. Таран, А. Н. Прохоров, В. А. Анистратенко // Краткие сообщения. Известия вузов. Пищевая технология. — 1982. — № 1. — С. 118—119.
- «Прямоточные контактные устройства брагоректификационных установок» / В. А. Анистратенко. — Москва: Лег. и пищ. пром-сть, 1983. — 158 с. : ил.; 20 см.
- «Методические рекомендации по совершенствованию форм и методов учебного процесса в вузе» / М-во высш. и сред. спец. образования УССР; [Сост. Анистратенко В. А. и др.]. — Киев: МВССО УССР, 1983. — 40 с.; 20 см.
- «Исследование провала жидкости на прямоточных контактных устройствах» / А. Н. Прохоров, В. А. Анистратенко // Пищевая технология. — 1983. — № 1–3 (спецвыпуск). — С. 78–81.
- «Совершенствование пластинчатых пастеризационно-охладительных установок» / [В. Т. Плахотный, А. К. Юхимец, В. А. Анистратенко]. — Москва: ЦНИИТЭИмясомолпром, 1984. — 24 с. : ил.; 21 см.
- «Продольное перемешивание жидкой фазы на чешуйчатых тарелках» / А. Н. Прохоров, В. А. Анистратенко // Пищевая технология. — 1984. — № 2. — С. 100—102.
- «Анализ массообмена в колонах аппаратах на модели обновления поверхности контакта фаз» / В. М. Таран, Ю. А. Заяц, В. А. Анистратенко // Известия вузов: Пищевая технология. — 1987. — № 1. — С. 75-78.
- «Математичне планування експериментів в АПК» / В. О. Аністратенко, В. Г. Федоров. — К. : Вища шк., 1993. — 376 с. : табл.
- «Визначення ефективності процесів зневоднення та ущільнення дисперсних матеріалів» / О. М. Прохоров, Ю. В. Скачко, В. О. Аністратенко // Розробка та впровадження прогресивних технологій та обладнання у харчову та переробну промисловість: тези доп. Всеукр. науково-техн. конф., 17-20 жовт. 1995. — К.: УДУХТ, 1995. — С. 88.
- «Дифузійні властивості пивоварної дробини» / О. М. Прохоров, В. О. Аністратенко // Розробка та впровадження прогресивних технологій та обладнання у харчову та переробну промисловість: тези доп. Всеукр. науково-техн. конф., 17-20 жовт. 1995. — К.: УДУХТ, 1995. — С. 86
- «Мінімізація енергетичних затрат процесу сушки» / Ю. В. Скачко, О. М. Прохоров, В. О. Аністратенко // Розробка та впровадження прогресивних технологій та обладнання у харчову та переробну промисловість: тези доп. Всеукр. науково-техн. конф., 17-20 жовт. 1995. — К.: УДУХТ, 1995. — С. 90.
- «Експериментально-аналітичний метод визначення параметрів об'ємного проникнення дисперсної суміші» / В. О. Аністратенко, Є. В. Штефан, О. М. Прохоров, Ю. А. Заєць // Розроблення та впровадження прогресивних ресурсоощадних технологій та обладнання в харчову та переробну промисловість: тези доп. Міжнар. наук.-техн. конф., 21-24 жовт. 1997. — Київ: УДУХТ, 1997. — С. 31
- «Ефективність пресування пивної дробини» / В. О. Аністратенко, O. M. Прохоров, Є. В. Штефан // Розроблення та впровадження прогресивних ресурсоощадних технологій та обладнання в харчову та переробну промисловість: Міжнародна науково-технічна конференція. — Київ: УДУХТ, 1997.
- «Оцінка мінімальної швидкості винесення у вільний простір газової фази, що проходить крізь шар рідини» / В. О. Аністратенко, О. О. Дубінін, Г. О. Тахістова // Харчова промисловість. — 1998. — Вип. 43-44. — С. 101—106.
- «Эффективность просеивания муки» / А. В. Ковалев, В. М. Федоров, В. А. Анистратенко, А. Т. Лисовенко // Хлебопечение России. — 2001. — № 6. — С. 35.

### Авторські свідоцтва на винаходи (у співавторстві)
- 1964 — «Массообменная колонна для системы пар(газ)-жидкость»
- 1968 — «Массообменный аппарат»
- 1969 — «Способ определения поверхности контакта фаз двухфазной системы газ—жидкость»
- 1975 — «Установка для сушки жидких материалов»
- 1976 — «Способ определения газосодержания»
- 1979 — «Клапанная тарелка»
- 1979 — «Контактный элемент массообменной тарелки»
- 1980 — «Клапанная тарелка массообменной колонны»
- 1983 — «Массообменное контактное устройство»
- 1984 — «Способ приготовления кисломолочного напитка»
- 1985 — «Установка для ректификации спирта»
- 1986 — «Массообменная контактная тарелка»
- 1987 — «Гидроциклон для отделения газа от жидкости»
- 1987 — «Устройство для откачки кубового остатка из вакуумированных бражных колонн»
- 1987 — «Способ производства сырцовых пряников»
- 1988 — «Массообменная контактная тарелка»
- 1990 — «Способ получения металлических мембран»
- 1990 — «Массообменный колонный аппарат»
- 1990 — «Вихревая камера для взаимодействия газа и жидкости»
- 1993 — «Спосіб переробки сировини хмелю»
- 1997 — «Масообмінний колонний апарат»
- 2002 — «Тістоподільник»

## Нагороди
- 1997 — заслужений діяч науки і техніки України
- 1998 — Державна премія України в галузі науки і техніки — «за цикл праць з наукового обґрунтування, розроблення та впровадження ресурсоенергозберігаючої технології та апаратури для ректифікації спирту»
- орден Слави III ступеня
- орден Вітчизняної війни II ступеня
- медаль «За визволення Белграда»
- медаль «За перемогу над Німеччиною у Великій Вітчизняній війні 1941—1945 рр.»